# القوة الجوفضائية لحرس الثورة الإسلامية
القوة الجوفضائية لفيلق حرس الثورة الإسلامية (IRGCAF) (بالفارسية: نیروی هوافضای سپاه پاسداران انقلاب اسلامی)، أو القوة الجوية لحرس الثورة الإسلامية هي القوة الجوية داخل حرس الثورة الإسلامية (الحرس الثوري الإسلامي). وبالتوازي مع القوات الجوية لجيش الجمهورية الإسلامية الإيرانية (IRIAF)، فإنه الفرع الجوي العادي للجيش الإيراني، حرس الثورة الإسلامية 'لديه القوة الجوية الخاصة وهي تشترك في المرافق مع القوات الجوية لجيش الجمهورية الإسلامية الإيرانية.
وفي أكتوبر 2009، أعلن أن اسمها قد تغير من سلاح الجو التابع لحرس الثورة الإسلامية إلى القوة الجوفضائية التابعة لحرس الثورة الإسلامية.

## قوات الطيران
قال معهد واشنطن لسياسة الشرق الأدنى في عام 2005 إن «العمود الفقري للقوة الجوفضائية الإيرانية يتكون من عشر طائرات هجومية من طراز سوخوي سو-25 (بما في ذلك سبع طائرات من العراق إلى إيران خلال حرب الخليج عام 1991، وأبقى صالحة للطيران بمساعدة الفنيين الجورجيين) وحوالي أربعين إمبراير إي إم بي 312 توكانو» وقال معهد واشنطن أيضا إن القوة الجوفضائية الإيرانية حافظت ثلاثين هاربين Y-12 وداسو فالكون 20 للنقل الخفيف، وكذلك مشاق MFI-17 وسوبر مشاق المدربين وأبابيل والمهاجر طائرات استطلاع بدون طيار بنيت محليا.
وتدير القوة الجوفضائية الإيرانية أيضا قوة ذات أجنحة دوارة الكبيرة تتألف من حوالي عشرين طائرة هليكوبتر من طراز ميل مي-17 لأدوار النقل والاعتداء المسلح، وقوة نقل كبيرة خارج شيراز، مجهزة بحوالي خمسة عشر طائرة من طراز إليوشن إي أل-76 العراقية السابقة (كان يديرها في الأصل القوات الجوية للجيش الإيراني) واثني عشر ناقلة أنتونوف أن-74. وقالت مجلة سكرامبل أنه تم تسليم عدد غير معروف من طراز سوخوي سو-25 الجديد في عام 2003.
في فبراير 2014 أعلنت شركة جينيس أن نظام صاروخ باراني قد تم اختباره. وهذا النظام هو صاروخ جو-أرض موجّه بالليزر يطلق الذخيرة العنقودية: "جيل جديد من الصواريخ الباليستية بعيدة المدى من طراز MIRV التي تحمل الرأس الحربي المتعدّد من أجل استهداف الأهداف المتعددة والموزعة.
كما تم الكشف عن صاروخ بينا، الذي يمكن حمله عاليا وقادرة على أن تكون مطلقة من الأرض من سيارة السكك الحديدية.

## الطائرات الحالية
| طائرة                       | نوع                                                              | في الخدمة    | ملاحظات                                             | صورة         |              |              |
| دعم جوي قريب                | دعم جوي قريب                                                     | دعم جوي قريب | دعم جوي قريب                                        | دعم جوي قريب | دعم جوي قريب | دعم جوي قريب |
| --------------------------- | ---------------------------------------------------------------- | ------------ | --------------------------------------------------- | ------------ | ------------ | ------------ |
| سوخوي سو-25                 | طائرات الهجوم                                                    | 13           |                                                     |              |              |              |
| إمبراير إي إم بي 312 توكانو | مدرب هجوم خفيف                                                   | 15           |                                                     |              |              |              |
| طوفان                       | مروحية هجومية                                                    | 1+           |                                                     |              |              |              |
| نقل                         |                                                                  |              |                                                     |              |              |              |
| إليوشن إي أل-76 TD          | جسر جوي استراتيجي                                                | 3            | تكييفها لمكافحة الحرائق الجوية، فضلا عن أدوار النقل |              |              |              |
| أنتونوف أن-74               | جسر جوي تكتيكي                                                   | 9            |                                                     |              |              |              |
| داسو فالكون 20 F            | نقل المنافع                                                      | 1            |                                                     |              |              |              |
| هاربين Y-12                 | نقل                                                              | 9            |                                                     |              |              |              |
| مروحية نقل                  |                                                                  |              |                                                     |              |              |              |
| ميل مي-17                   | مروحية نقل                                                       | 38           |                                                     |              |              |              |
| طائرة بدون طيار             |                                                                  |              |                                                     |              |              |              |
| أبابيل القدس                | الاستطلاع، والقتال، وعمليات مكافحة الرادار                       |              |                                                     |              |              |              |
| مهاجر 1، 2، 3، 4            |                                                                  |              |                                                     |              |              |              |
| كرار                        | مركبة قتال جوي بدون طيار                                         |              |                                                     |              |              |              |
| شاهد 129                    | مركبة قتال جوي بدون طيار                                         |              |                                                     |              |              |              |
| ياسر                        | مركبة جوية بدون طيار                                             |              |                                                     |              |              |              |
| آر كيو-170 سنتينال          | قتال جوي، استطلاع                                                |              |                                                     |              |              |              |
| صاعقة                       | طائرة بدون طيار هجومي بعيدة المدی قادرة على حمل 4 القنابل الذكية |              |                                                     |              |              |              |

## قوات الصواريخ
تسيطر القوة الجوفضائية لحرس الثورة الإسلامية على قوات الصواريخ الاستراتيجية الإيرانية. في أغسطس 2013، وقال وزير الدفاع السابق في إيران العميد أحمد وحيدي أن بلاده تحتل المركز السادس في العالم في إنتاج الصواريخ. ويزعم أنها تدير عدة آلاف من الصواريخ الباليستية المتنقلة قصيرة ومتوسطة وبعيدة المدى، بما في ذلك شهاب 3 بنطاق يصل إلى 2,100 كيلومتر، وهو الدعامة الأساسية للردع الاستراتيجي الإيراني.
وعلى الرغم من الجذور السابقة، بدأت الصناعة العسكرية الإيرانية برنامج تطوير الصواريخ بشكل جدي خلال الحرب الطويلة والمكلفة مع العراق. في بعض الأحيان، خلال الحرب وجدت إيران أنها لا تستطيع ضرب بعض المنشآت أو الأهداف العراقية بقواتها. وأدى ذلك إلى طموح برنامج لتطوير الصواريخ لا يزال مستمرا. واليوم، تقوم إيران بتطوير مركبات الإطلاق الفضائية وصواريخ باليستية متوسطة وبعيدة المدى متطورة. تمتلك الصواريخ البالستية الإيرانية القدرة على تقديم مجموعة متنوعة من المتفجرات التقليدية والذخائر الصغيرة، فضلا عن الرئوس الحربية المتعدّدة من أجل استهداف الأهداف المتعددة والموزعة. وقد اعتبر المعهد الدولي للدراسات الإستراتيجية انجازات إيران في مجال تطوير الصواريخ «مثيرة للإعجاب».
وفي مايو 2013، قامت وزارة الدفاع وإسناد القوات المسلحة الإيرانية بإرسال عدد كبير من راجمات الصواريخ إلى القوة الجوفضائية لحرس الثورة الإسلامية. وقال التقرير الذي نشرته صحيفة «جينز» أن «التلفزيون الإيراني أظهر أن ما لا يقل عن 26 راجمات الصواريخ اصطفت على صفين لهذا الحدث، مما يشير إلى تسليمهم المزعوم إلى القوة الجوفضائية لحرس الثورة الإسلامية التي تدير الصواريخ الباليستية».

### صواريخ قصيرة المدى

#### برنامج الوقود الصلب
وقد وضعت الأسس لهذا البرنامج بصواريخ عقاب وشاهين-II. وهذا يقود الطريق إلى عدد من أنظمة المدفعية الصاروخية الأخرى بما في ذلك الفجر ونازعات وزلزال. وتعتمد الجهود الأولية في هذا المجال اعتمادا على المساعدة التقنية من جمهورية الصين الشعبية في شكل عقود تجميع وتصنيع خلال عامي 1991 و1992. وسارعت إيران إلى تجاوز المستوى الصيني للمساعدة وأصبحت مكتفية ذاتيا.

#### برنامج الوقود السائل
بعد الحرب العراقية الإيرانية، كانت تجربة إيران من صواريخ الوقود السائل تركز بحتة على الهندسة العكسية لصواريخ سكود-B. مع ذلك،
مع إعادة التنظيم بعد الحرب، فإن تركيز الجهود تغير بسرعة وتركّز على التجميع والصيانة. تم تطوير وتصنيع النسخة المحلية من سكود-B، المعروفة باسم شهاب-1. أدى ذلك إلى خلفها شهاب-2، وهو البديل من سكود-C مع مجموعة من 500 إلى 700 كم، وأخيرا شهاب-3 الذي يتراوح مداه ما بين 1300 إلى 1700 كم.
ومنذ نهاية الحرب، حاولت إيران باستمرار تجنيد مساعدة أجنبية، فضلا عن عدد كبير من السكان المغتربين المؤهلين تأهيلا عاليا، في برنامجها الصاروخي. إن المغتربين الإيرانيين الذين غادروا الثورة كانوا بطيئين في العودة، ولكن الكثيرين يقومون بذلك الآن، وبالتالي يبشرون بعمر جديد لبرنامج تطوير الصواريخ في إيران مع ثروتهم الهائلة من الخبرة التقنية.

#### أنظمة الصواريخ الأخرى
إيران لديها ترسانة من صواريخ قصيرة المدى، تعمل بالوقود السائل بما في ذلك سكود B وسكود C، والآن قادرة على إنتاج صواريخ نوع سكود من تلقاء نفسها، مثل آر-17 إلبروس، وهو البديل من سكود B الروسية. وتدعم منظمة صناعات الطيران الإيرانية، وهي شركة تابعة لوزارة الدفاع الإيرانية، عملية التصنيع من خلال الانخراط في استعادة صواريخ سكود. ويشمل مخزونها الصاروخي القصير المدى أيضا صواريخ تعمل بالوقود الصلب، مثل صواريخ تندر 69 وفاتح 110.
كما تشمل الصواريخ المدفعية الإيرانية صاروخ ساميد وصاروخ شاهين -2 المدفعية وصاروخ المدفعية نازعات وزلزال-1 وزلزال-2 وزلزال-3.

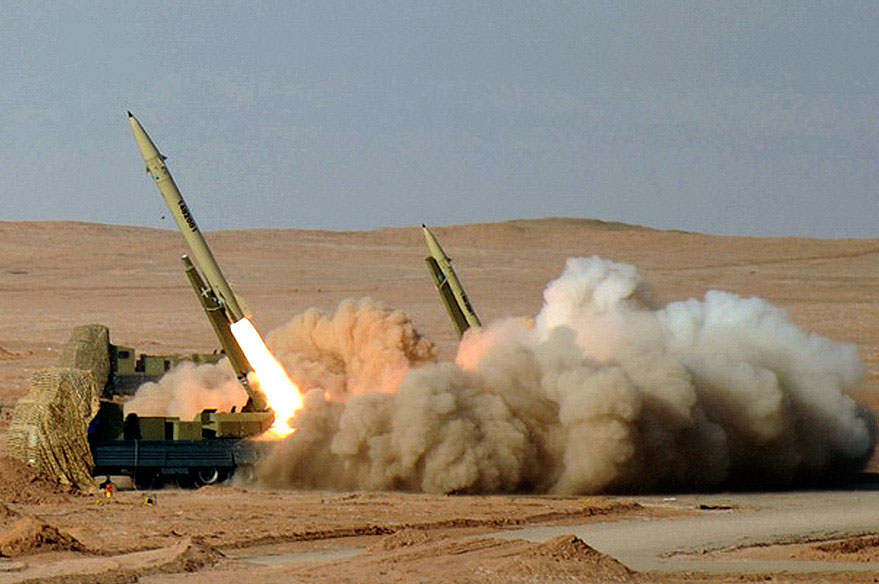
فاتح 110
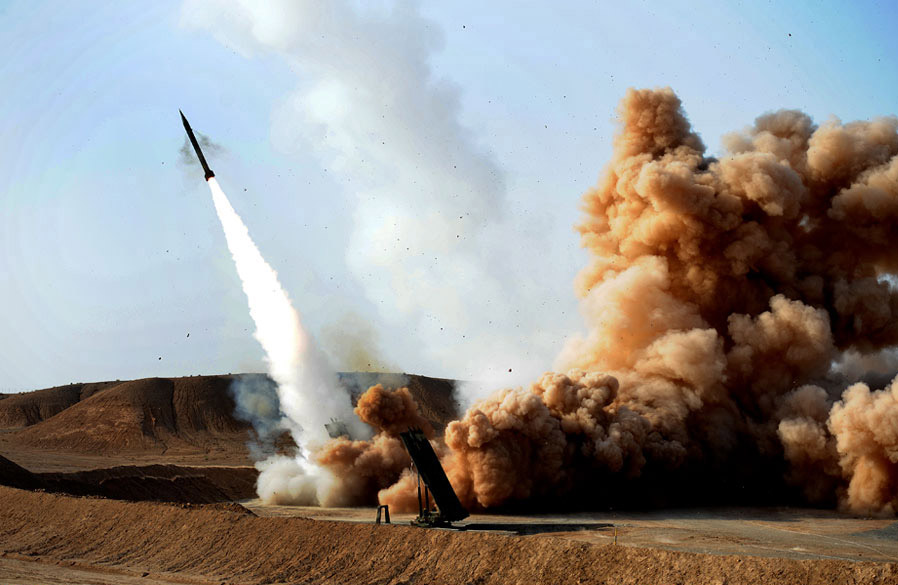
زلزال-3
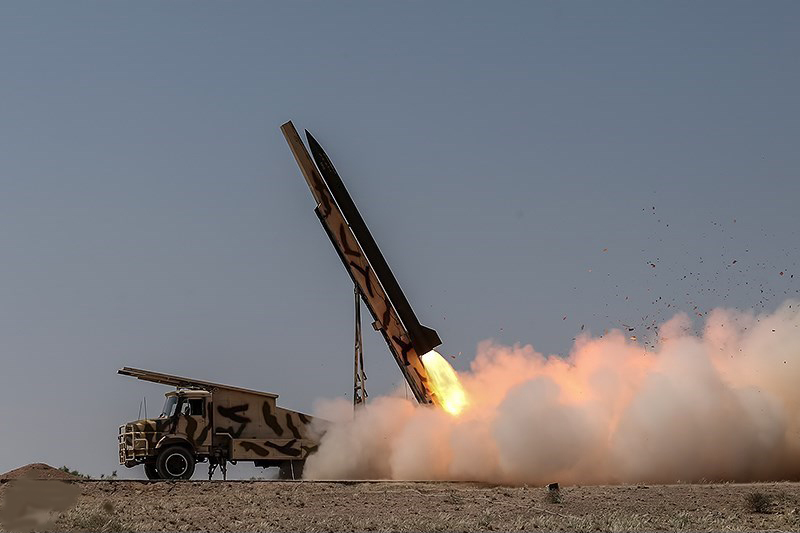
نازعات

### صواريخ باليستية أطول مدى (+ 1000 كم)
اعتبارا من عام 2009، فإن لإيران اهتمام نشط في تطوير واكتساب ونشر مجموعة واسعة من الصواريخ الباليستية، فضلا عن تطوير القدرة على إطلاق مركبات إلى الفضاء. وفي منتصف يوليو 2008، أطلقت إيران عددا من الصواريخ الباليستية خلال تدريبات عسكرية، من ضمنها صاروخ شهاب-3 متوسطة المدى. وقد أعلنت إيران عن تجارب أخرى لإطلاق الصواريخ والمركبات إلى الفضاء في أغسطس ونوفمبر 2008. في شباط / فبراير 2009، أعلنت إيران أنها أطلقت قمر صناعي أميد في المدار و«حققت رسميا الوجود في الفضاء».

#### صاروخ بالستي فجر-3
هو صاروخ الوقود السائل المحلي المطور مع نطاق غير معروف. ما يجعلها الصاروخ الأكثر تقدما في إيران هو أن الحكومة الإيرانية تقول أن لديها قدرات الاستهداف المتعدّد المستقل من أجل استهداف الأهداف المتعددة والموزعة. إن هذه القدرة قد يعطيها القدرة على تجنب الصواريخ المضادة للصواريخ أرض-جو. وقد تم إطلاق الصاروخ أخيرا خلال مناورات النبي الأعظم، التي كانت أكبر ألعاب الحرب البحرية لحرس الثورة الإسلامية من أي وقت مضى. إن صاروخ الفجر -3 يختلف عن الصاروخ المدفعي فجر -3.

#### شهاب-3
كان شهاب -3 أول صاروخ باليستي متوسط المدى الذي بناه القوات المسلحة الإيرانية. نموذجه الأول، المعروف أيضا باسم شهاب -3 A يصل مداه إلى 1300 كم (810 ميل). بعد فترة وجيزة جاءت إيران مع نموذج جديد يسمى شهاب -3 B، الذي يصل مداه إلى 2,000 كم (1,200 ميل)، ويمكن أن تحمل رأسا حربيا أثقل. صنع هذا الصاروخ كان خطوة كبيرة في صناعة الصواريخ الإيرانية، وفتح الطريق لصواريخ بعيدة المدى. شهاب 3 D، الذي أعقبت شهاب 3 C، هو أحدث نموذج لصاروخ شهاب في إيران.